# Prespasee
Der Große Prespasee oder einfach nur Prespasee (mazedonisch Преспанско Езеро Prespansko Ezero; albanisch Liqen/-i i Prespës; griechisch Λίμνη Μεγάλη Πρέσπα Límni̱ Megáli̱ Préspa) ist ein See im Dreiländereck von Nordmazedonien, Albanien und Griechenland auf der Balkanhalbinsel.

## Geographie
Der Große Prespasee dehnt sich über eine Fläche von 273 Quadratkilometern aus. Die größte Nord-Süd-Ausdehnung beträgt 34 Kilometer, die von Ost nach West bis zu zehn Kilometer. Der Wasserspiegel liegt 849 Meter über dem Meeresspiegel. Er ist bis zu 54 Meter tief und zählt somit bezogen auf Griechenland zu den lediglich drei Seen, die eine Wassertiefe von mehr als 50 m aufweisen. Die durchschnittlichen Wassertemperaturen betragen 16 °C, die maximalen 22 °C.
Der Große Prespasee liegt größtenteils in Nordmazedonien (rund 190 Quadratkilometer) und in Albanien, der kleinste Teil im Süden gehört zu Griechenland.
Etwa südlich liegt vom großen durch eine schmale Landbrücke getrennt der Kleine Prespasee. Seine Wasseroberfläche liegt vier Meter höher und die Wassertemperatur ist höher als die des Großen Sees. Der Kleine Prespasee entwässert in den Großen. Der Hauptteil des Sees befindet sich auf griechischem, der äußerste Westen auf albanischem Staatsgebiet.
Der Prespasee ist von hohen Bergen umgeben. Seine Ufer sind stark gegliedert und es gibt mehrere kleine Inseln; deren größte ist Golem Grad. Der See wird vor allem durch unterirdische Zuflüsse und einige Bäche gespeist. Der Abfluss erfolgt unterirdisch zum tiefer gelegenen Ohridsee.

## Naturschutzgebiete
Der See ist sehr fischreich und Lebensraum für viele seltene Tier- und Pflanzenarten. Besonders bedeutsam ist er als Brut- und Überwinterungsplatz für viele seltene Vogelarten, zum Beispiel den Rosapelikan (Pelecanus onocrotalus) und den Krauskopfpelikan (P. crispus). Die Steinbeißerart Cobitis meridionalis kommt ausschließlich im Prespasee vor.
Die Prespaseen sind besonders schützenswerte Feuchtgebiete im Sinne der Ramsar-Konvention. Auf der albanischen Seite des Großen und Kleinen Prespasees wurde 1999 der 27.750 ha große Prespa-Nationalpark eingerichtet.
Der Nationalpark ist Teil eines rund 2000 km² großen Verbundes verschiedener Naturschutzgebiete, die vom Ohridsee bis zum kleinen Prespasee reichen und die von den drei Anrainerstaaten unter Mitwirkung der Organisation Euronatur gemeinsam gegründet wurde.
Durch geringe Niederschläge und die verstärkte Entnahme von Wasser für die Landwirtschaft und den Haushaltsverbrauch ist der Wasserspiegel des Sees in den letzten Jahren deutlich gesunken.

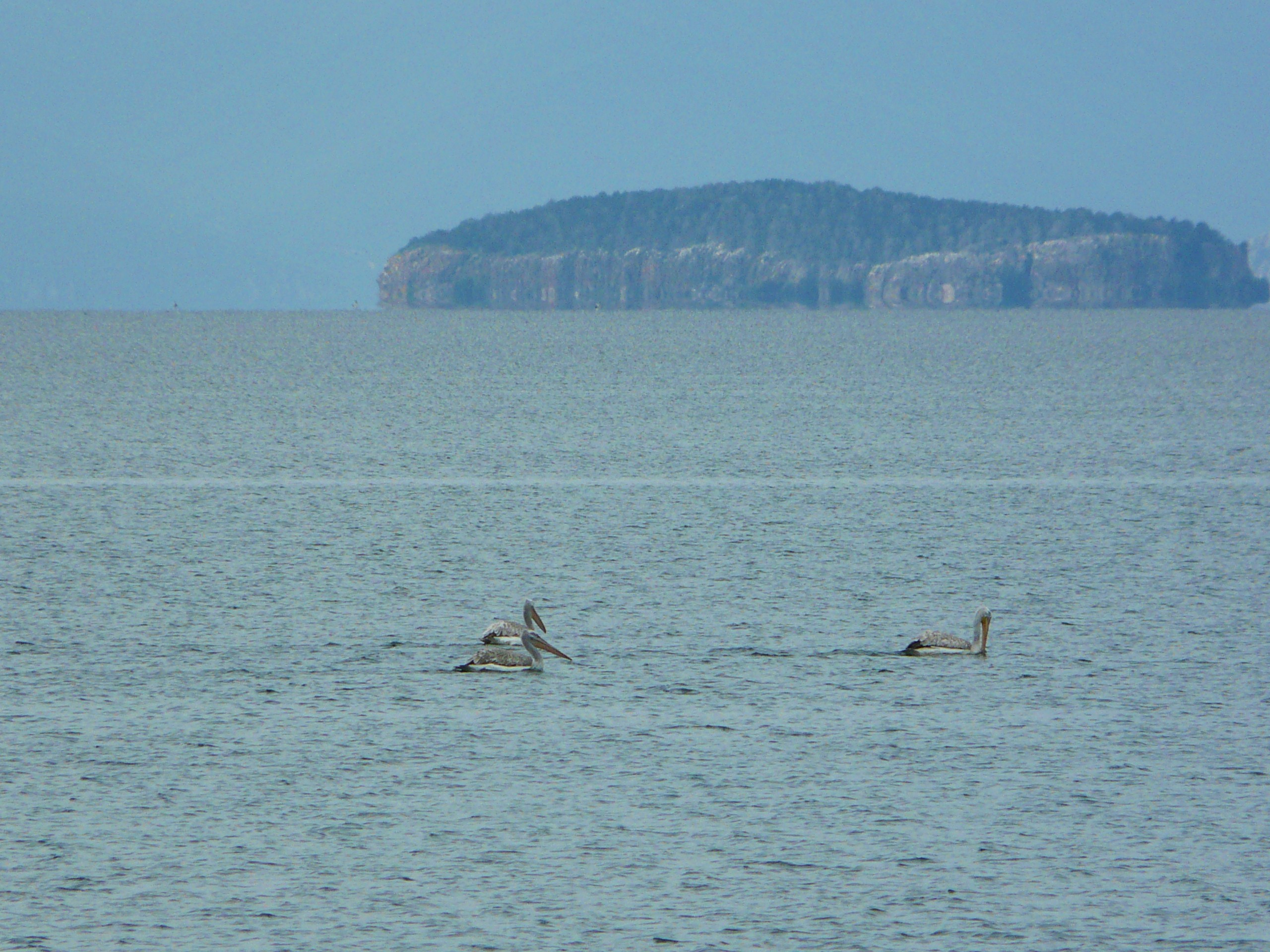
Pelikane vor der Insel Golem Grad
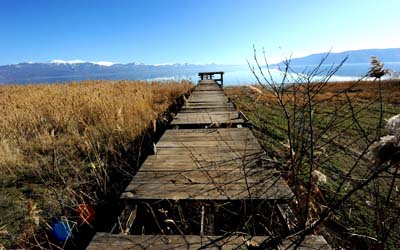
Am nordmazedonischen Ufer
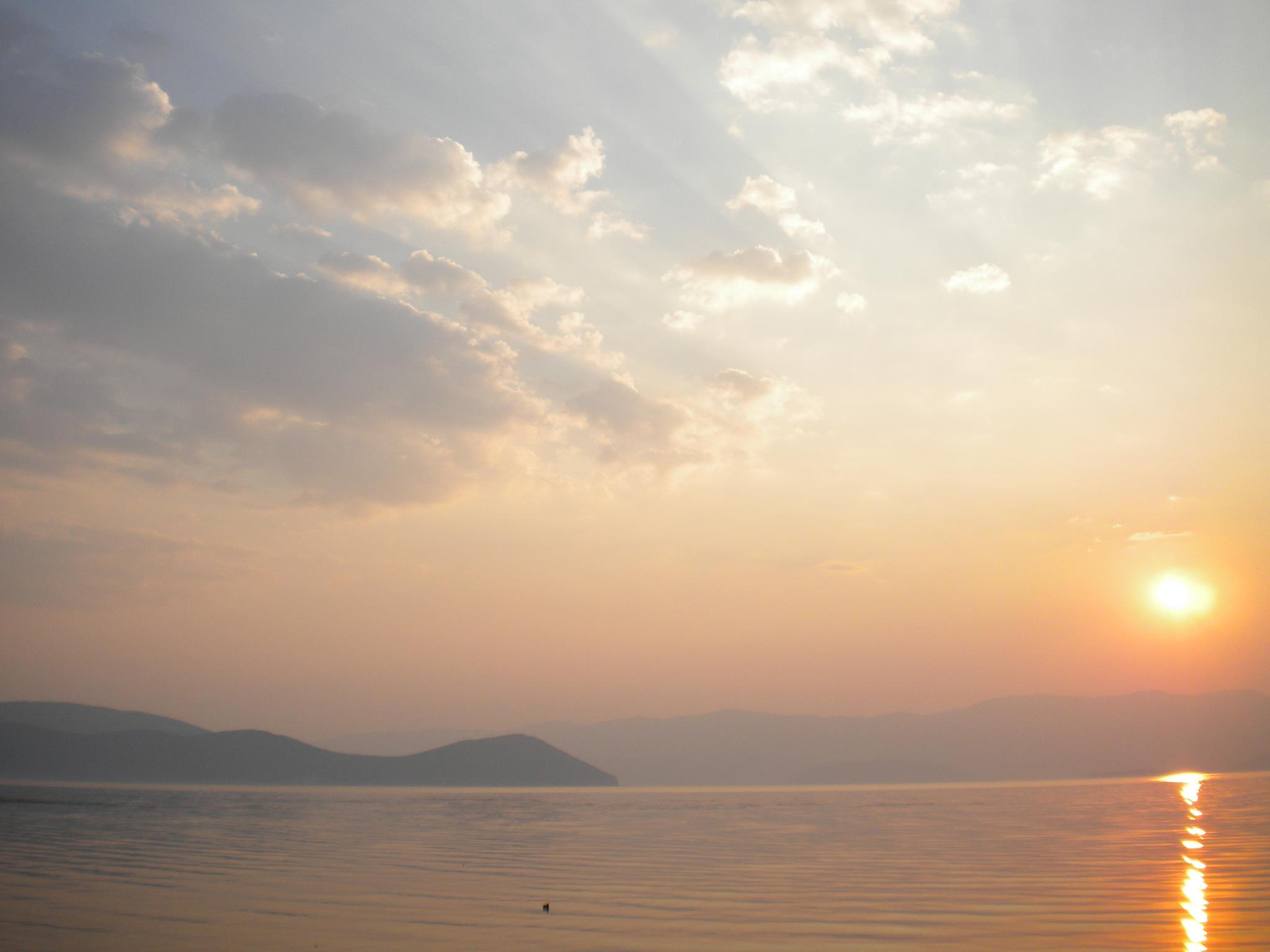
Abendstimmung
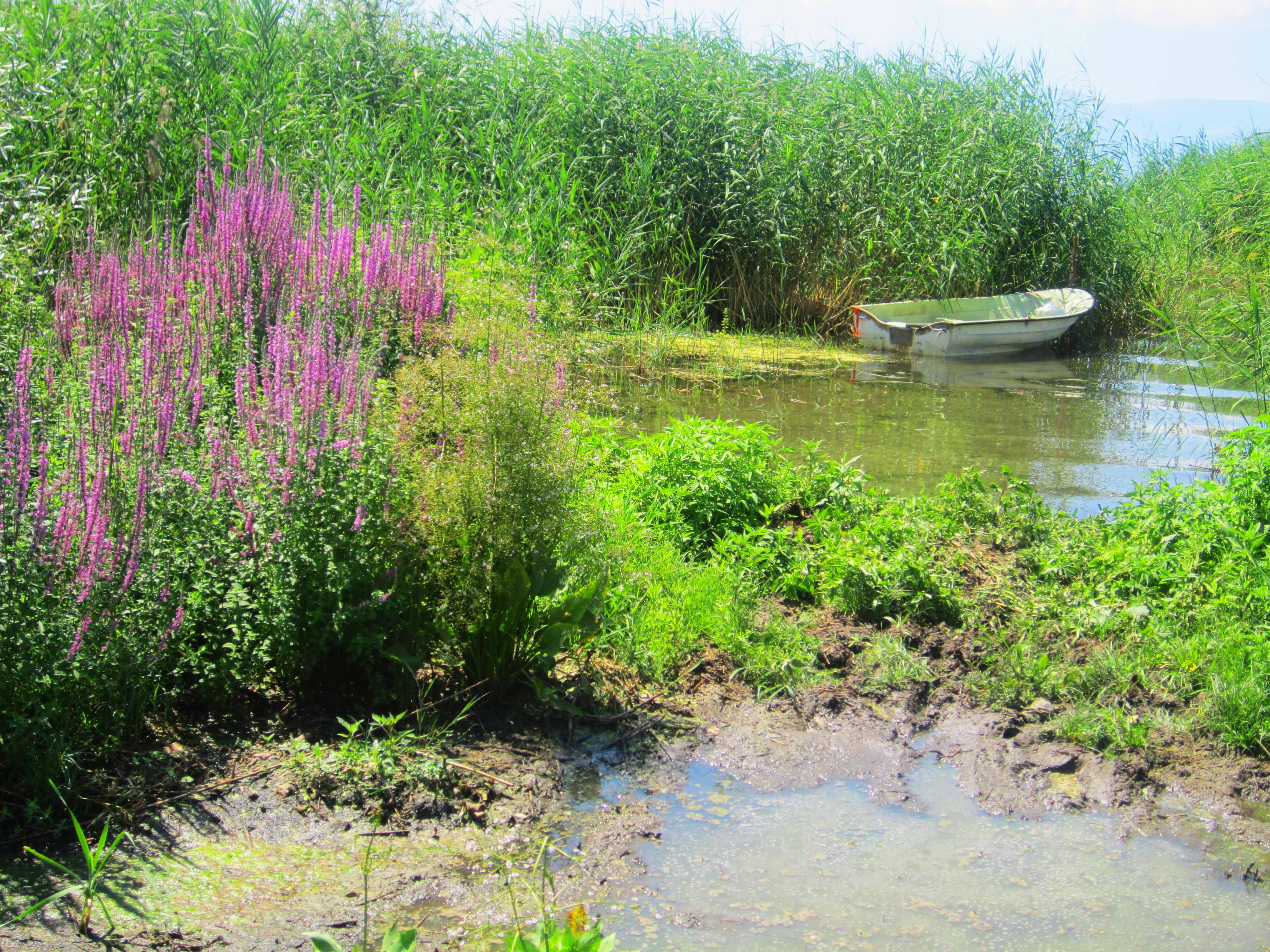
Uferbereich in Nordmazedonien
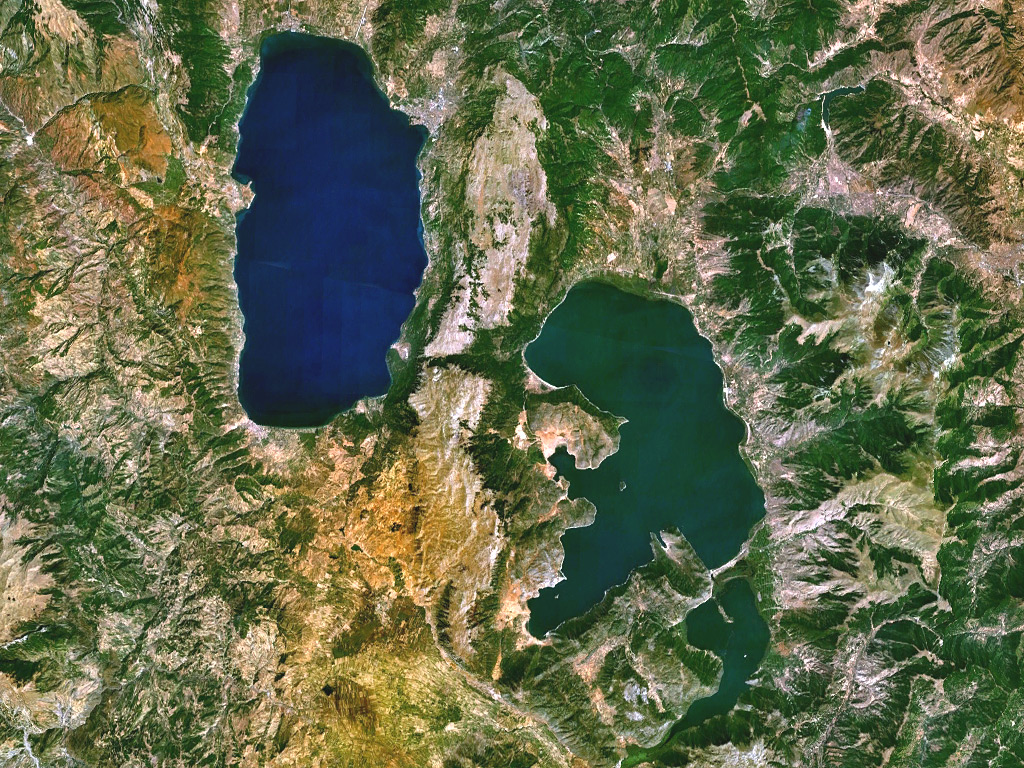
NASA-Bild
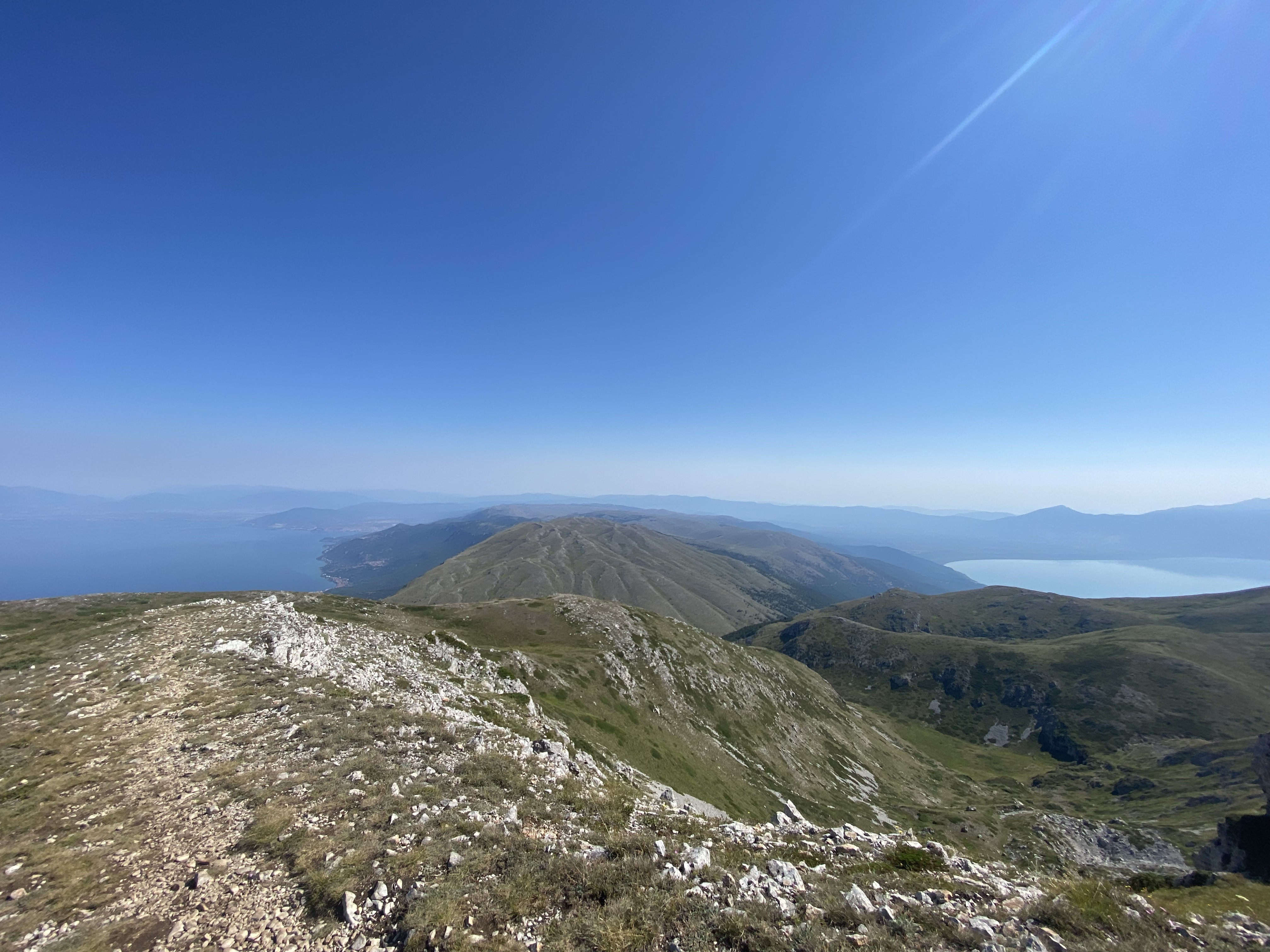
Blick von der Galičica auf den Ohridsee links und den (Großen) Prespasee rechts

## Dokumentarfilm
- Im Herzen des Balkans. Die Pelikane vom Prespa-Park. Dokumentarfilm, Deutschland, 2011, 43:10 Min., Buch und Regie: Cornelia Volk, Kamera: Jochen Schmoll, Frank Eckert, Produktion: Matthey Film, MDR, arte, Reihe: Im Herzen des Balkans, Erstsendung: 8. Dezember 2011 bei arte, Inhaltsangabe und online-Video von 3sat.